# Costanza e fortezza
Personnages
- Publio Valerio Publicola, consul romain (basse)
- Porsenna, roi des Étrusques, amoureux de Valeria (alto, castrat)
- Tito Tarquinio, fils de Tarquin le Superbe, amoureux de Clelia (soprano, castrat)
- Valeria, fille de Publio Valerio, amante et fiancée de Muzio (soprano)
- Clelia, noble demoiselle romaine, aimée d'Orazio (alto)
- Orazio, amoureux de Clelia (ténor)
- Muzio, amant et fiancé de Valeria (contralto, castrat)
- Erminio, fils de Publio Valerio, amoureux de Clelia (soprano, castrat)
- Il fiume Tevere, le fleuve Tevere (ténor)
- Il genio di Roma, le génie de Roma (ténor)
- Soldats étrusques, captifs romains, soldats romains, nymphes du Tibre, affluents du Tibre, peuple romain, jardiniers, Saliens (prêtres de Mars), haruspices, pénates (chœur)
- Licteurs, soldats romains, gardes royaux de Porsenna, soldats étrusques, chevaliers romains, nobles généraux étrusques, assaillants romains, peuple romain, pages de Porsenna, pages de Valeria, pages de Clelia, nymphes du Tibre, affluents du Tibre (figurants)

Costanza e fortezza (français : constance et fortitude) est une festa teatrale en trois actes du compositeur Johann Joseph Fux sur un livret de Pietro Pariati. La musique des ballets et de la licenza (en) sont de Nicola Matteis. L'œuvre est créée le 28 août 1723 au château de Prague à Hradčany, à l'occasion du couronnement de Charles VI, roi de Bohème.

## Contexte
L'action se déroule près de Rome le 9 juin 508 av. J.-C.. Le contexte historique se trouve dans le deuxième des Ab Urbe condita libri de Tite-Live : le roi romain Tarquin le Superbe a été renversé et banni de Rome à cause de son régime tyrannique. Pour reprendre leur pouvoir, les Tarquins font alliance avec le roi étrusque Porsenna. Les combats aboutissent finalement au siège de Rome par les Étrusques. L'intrigue de l'œuvre est centrée sur les négociations de paix entre Rome et les Étrusques, compliquées par des relations amoureuses et les exploits des Romains. Des parallèles sont établis à plusieurs reprises entre Rome et l'empire autrichien. Même le titre de l'ouvrage est basé sur la devise personnelle de Charles VI, « Constantia et Fortitudine ». L'impératrice Élisabeth, dont l'anniversaire est célébré le jour de la première, reçoit une reconnaissance spéciale par son identification avec la déesse Vesta. Chacun des trois actes se termine par un ballet. Au début et à la fin de l'œuvre, des transformations sont réalisées à l'aide des machines de scène (de).

## Intrigue
Les Étrusques sous les ordres de leur roi Porsenna assiègent Rome afin de rétablir sur le trône Titus Tarquinio, fils du roi exilé Lucio Tarquinio Superbus. Ils ont fait des prisonniers, dont Valeria et Erminio, les enfants du consul romain Publio Valerio Publicola. Valeria aime le Romain Muzio, mais est aussi désirée par Porsenna. Tarquinio et Erminio sont tous deux amoureux de la noble romaine Clelia qui est fiancée à Orazio.
Au départ, le dieu fleuve du Tibre promet à Rome un grand avenir. Porsenna envoie Valeria et Erminio sur leur parole d'honneur à Rome pour des négociations de paix. Ses conditions sont la reddition du trône à Tarquinio et son mariage avec Clélia. Les négociations échouent et les deux otages retournent chez les Étrusques. Tarquinio lance alors une attaque contre Rome qu'Orazio repousse en défendant seul le Pont Sublicius démoli derrière lui. Il nage ensuite jusqu'au rivage romain.
Au deuxième acte, Muzio tente de libérer Valeria des mains des Étrusques. Comme elle veut rester pour ne pas décevoir son père, il tente vainement d'assassiner Porsenna. Il est arrêté, mais prouve sa « constance et sa fortitude » en tenant sa main dans le feu de l'autel. Impressionné, Porsenna le libère et conclut une trêve avec Publio Valerio. Après une querelle entre les prétendants de Clélia, Tarquinio, Erminio et Orazio, Orazio défie Tarquinio en un duel que Porsenna parvient à empêcher.
Au début du troisième acte, Tarquinio tente de violer Clelia. Elle se défend avec succès et lui arrache son épée. Erminio l'empêche de tuer son adversaire. Clelia libère alors les otages romains et nage avec eux à travers le Tibre jusqu'à Rome. Tarquinio accuse Orazio et le fait arrêter. Indigné, Orazio tire son épée, mais est apaisé par Muzio en disant à Publio Valerio de décider de son sort ce qui provoque de nouvelles négociations et ramène Clelia évadée au camp étrusque. Clelia explique sa fuite par la tentative de viol de Tarquinio, qu'elle peut prouver avec son épée. Porsenna abandonne Tarquinio et accepte la paix avec Rome.